# ГЕС McAlpine
ГЕС McAlpine — гідроелектростанція на межі штатів Кентуккі та Індіана (Сполучені Штати Америки). Знаходячись між ГЕС Markland (вище по течії) та ГЕС Каннелтон, входить до складу каскаду на річці Огайо, великій лівій притоці Міссісіпі (басейн Мексиканської затоки).
У районі Луїсвілля на Огайо лежить єдина в усій течії річки порожиста ділянка — Огайо-Фоллс. Для забезпечення судноплавства ще у 1825—1830 роках по лівобережжю проклали канал завдовжки 3,1 км, який завершується шлюзами. З плином часу ці споруди пройшли кілька модернізацій, котрі зокрема включали розширення каналу з 20 до 152 метрів, облаштування двох паралельних шлюзів з розмірами камер 366х34 метри (у 1960-х та 1990-х роках) і зведення сучасної греблі. Остання виконана з бетону та має довжину 2630 метрів, що більш ніж вдвічі перевищує ширину русла Огайо. Це пояснюється складною формою споруди, яка від правого берегу прямує перпендикулярно течії, далі завертає під прямим кутом та протягом майже 2 км тягнеться по-над порогами, після чого завертає знов і досягає до лівого берегу (точніше, острова Шіппінгпорт, котрий утворився внаслідок прокладання судноплавного каналу). Гребля утримує водосховище, витягнуте по долині річки на 121 км, при цьому рівень поверхні у верхньому та нижньому б'єфі знаходиться на позначках 128 та 117 метрів НРМ відповідно.
У 1925—1927 роках у тій частині греблі, що прилягає до острова Шіппінгпорт, облаштували машинний зал з вісьмома турбінами потужністю по 10,4 МВт, які використовували напір у 11 метрів. У січні 2019-го закінчили багаторічний проект їх модернізації, який збільшив загальний показник станції до 100 МВт.